# Aimée Duvivier
Pour les articles homonymes, voir Duvivier.
Aimée Duvivier, née Catherine Charlotte Duvivier à Saint-Domingue vers 1766 et morte à Paris le 6 avril 1854, est une peintre française.

## Biographie
Fille du peintre Pierre-Charles Duvivier et élève de Jean-Baptiste Greuze, elle expose à plusieurs reprises ses œuvres dans différents salons et entre autres, en 1791, 1806, 1822 e 1824 au Salon du Louvre.

Lors d'une exposition en 1843, la revue Écho de la littérature et des beaux-arts en France et à l'étranger en parle en ces termes : 

« ....Mais ce qui m'a fait le plus de plaisir, dans ce genre si peu pratiqué aujourd'hui, et qui semble cependant vouloir sortir de son engourdissement, c'est la tête d'une couleur et d'une exécution délicieuse qu'à exposée Mlle Aimée Duvivier, la seule qui nous reste des élèves de la belle école de Greuze. On comprend, en voyant le portrait de E.van Robais, tout le charme que doit avoir le pastel pour l'artiste qui sait en calculer les ressources ; mais pour employer avec tant de bonheur, ces crayons mous dont la trace est si fragile, il faut avoir étudié profondément ce genre et posséder, comme Mlle Duvivier, une de ces intelligences, une de ces capacités d'élite qui n'appartiennent qu'aux véritables artistes »

## Œuvres conservées dans des collections institutionnelles
- Le coucher de l'enfant Jésus, Musée des beaux-arts à Nancy[3],[6].
- Portrait de Jacques Vivier/Jeune garçon en costume militaire, Musée d'art et d'histoire de La Rochelle[7].
- Armand Louis Le Boulanger, Marquis d’Acqueville, Musée d'Art Blanton, The University of Texas at Austin[8].

## Galerie d'images

Sélection d'œuvres d'Aimée Duvivier
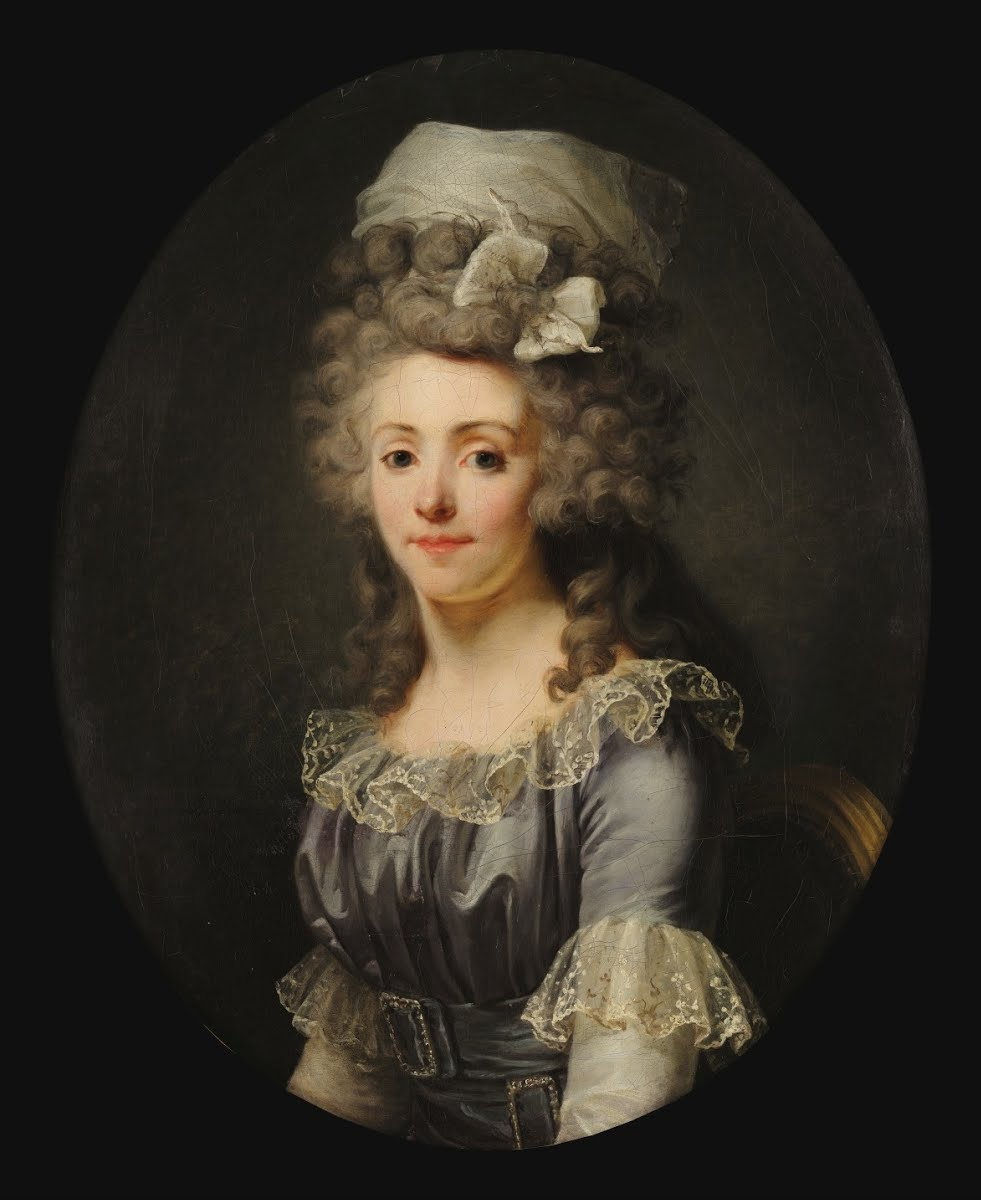
Autoportrait, 1790 (Turin, musée Accorsi-Ometto (en))
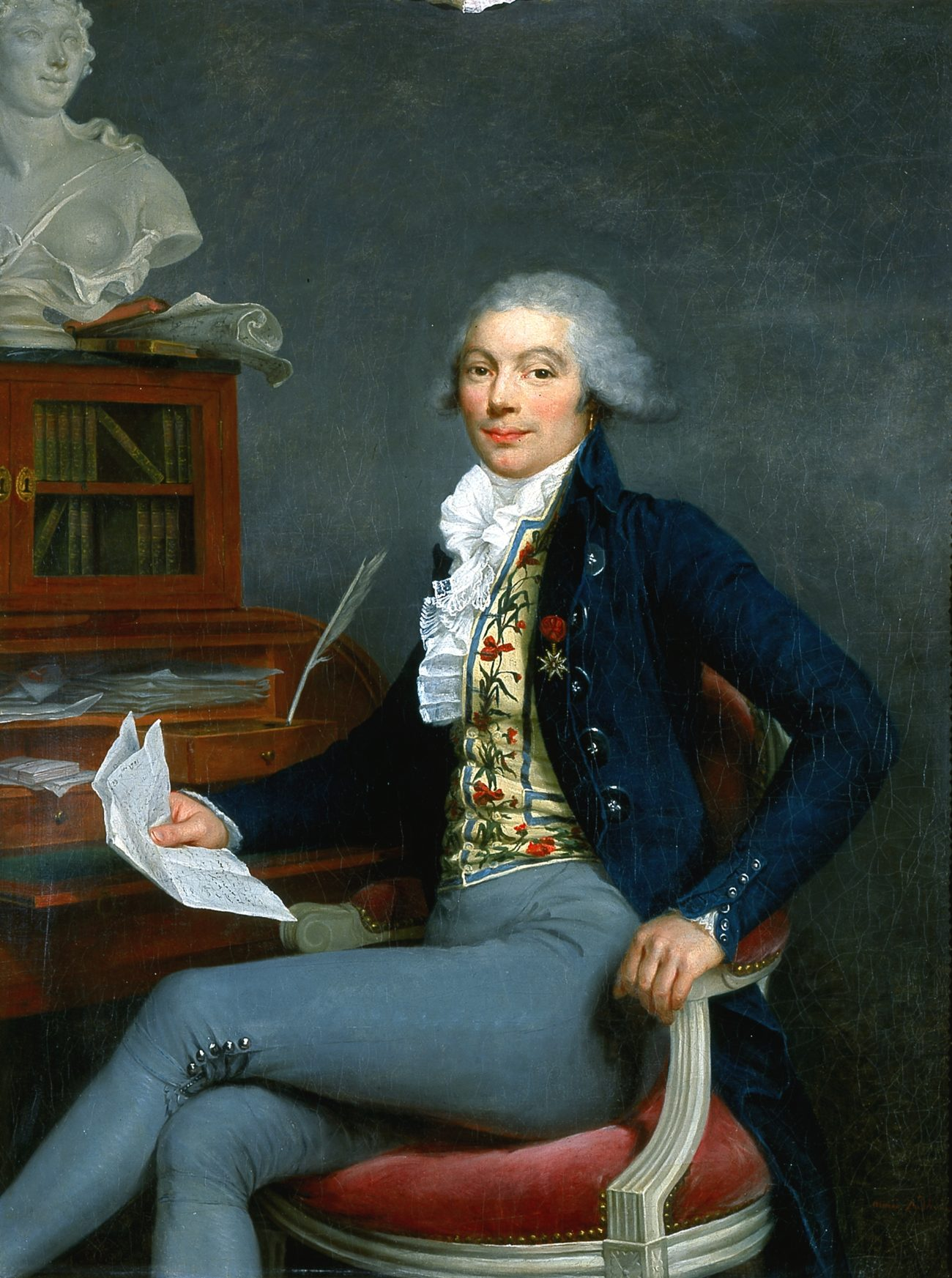
Portrait d'Armand Louis Le Boulanger, Marquis d’Acqueville, vers 1791-1796 (Austin, Blanton Museum of Art)
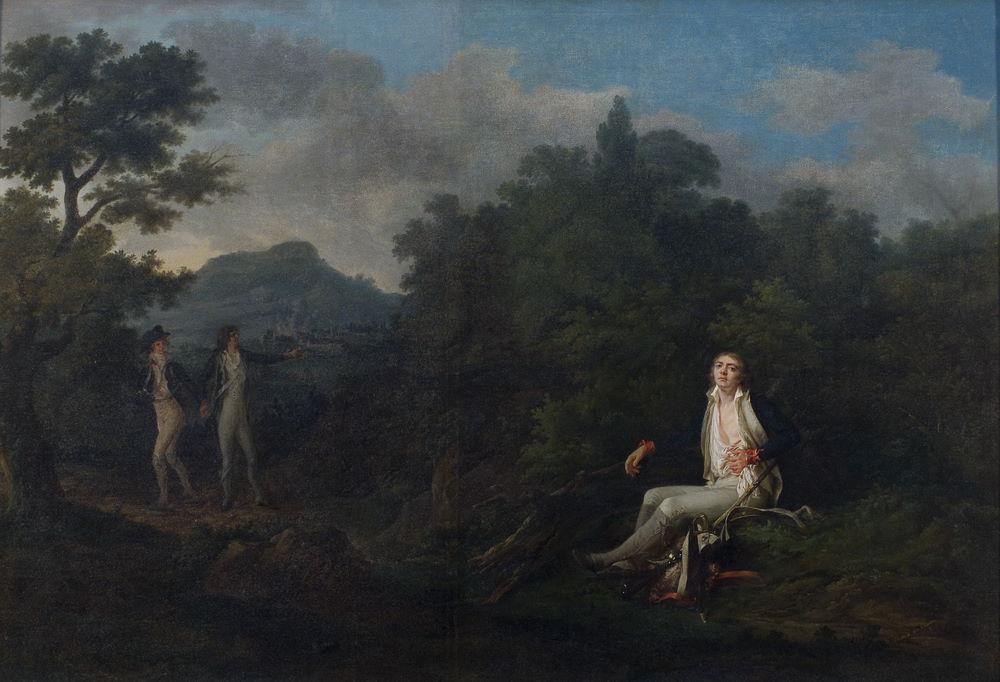
Soldat blessé, 1797 (La Rochelle, musée des Beaux-Arts)
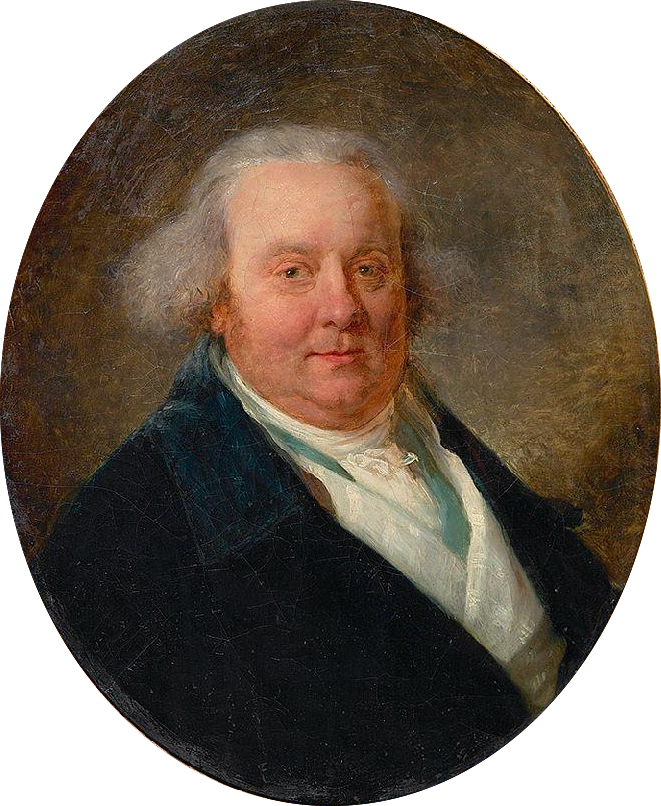
Portrait de Gottfried Abraham de Heimbach, 1801 (La Rochelle, musée des Beaux-Arts)
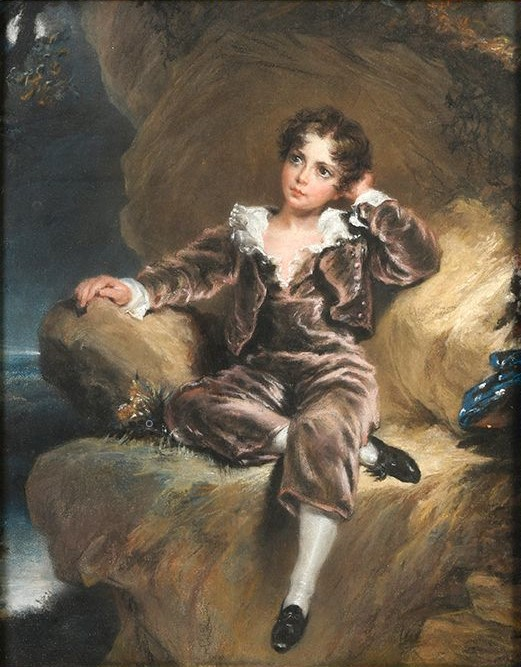
Copie au pastel de Master Lambton ou l'Enfant rouge de Thomas Lawrence, vers 1827-1830.